# Łapsze Niżne
Łapsze Niżne è un comune rurale polacco del distretto di Nowy Targ, nel voivodato della Piccola Polonia.
Ricopre una superficie di 124,79 km² e nel 2004 contava 8 746 abitanti.